# Mãe Biu do Xambá
Severina Paraíso da Silva (1914 
-- 1993), filha de Ogum, filha consanguínea de José Francelino do Paraíso, casado com Maria do Carmo Paraíso, que fora sua madrasta. Foi iniciada por Artur Rosendo e Maria Oiá, nos ritos da nação Xambá em 1934.
Com o fechamento do Terreiro, em 1938, devido à perseguição policial do Estado Novo e o falecimento de Maria Oiá, no ano seguinte, fica com a responsabilidade de manter o culto aos Orixás, às escondidas, até a reabertura da Casa, em 16 de junho de 1950, em Santa Clara.
Em 1950, inaugura a sede definitiva do Terreiro, na localidade do Portão do Gelo, em São Benedito, Olinda. Foi a grande responsável, juntamente com sua irmã Tila (1912-2003), pela sobrevivência e preservação das tradições religiosas da Nação Xambá em Pernambuco.
Mãe Biu do Portão do Gelo, como ficou por todos conhecida, tinha personalidade forte e cativante, era respeitada e reconhecida como uma grande Ialorixá, uma verdadeira Mãe de Santo, querida e inesquecível. É, sem dúvida, a personalidade mais marcante da Nação Xambá.